# Gerhard Kunze (Schiedsrichter)

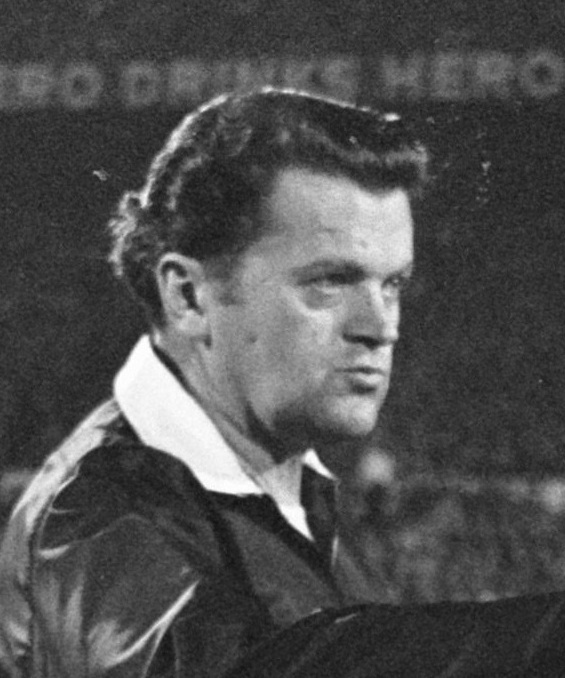
Gerhard Kunze im Jahr 1972

Gerhard Kunze (* 16. Oktober 1924; † 3. Juli 2006) war ein deutscher Fußballschiedsrichter.

## Karriere
Von 1958 bis 1974 kam der Karl-Marx-Städter Gerhard Kunze bei 197 DDR-Oberligaspielen des Deutschen Fußball-Verbandes zum Einsatz und leitete drei Endspiele im DDR-Pokal, dem FDGB-Pokal. Außerdem amtierte er zwischen 1963 und 1974 als FIFA-Schiedsrichter und wird in der Liste der Schiedsrichter aus dem Deutschen Fußball-Verband, dem DFB-Pendant der DDR, mit drei A-Länderspielen und 14 Europacup-Partien geführt. 1970 stand das zweite Messepokalfinale zwischen Arsenal London und dem RSC Anderlecht unter seiner Leitung. Sein sportlicher Höhepunkt war der Einsatz als Linienrichter bei der Fußball-Europameisterschaft 1972 in Belgien.
Nach seiner aktiven Laufbahn war er u. a. Leiter der DFV-Schiedsrichterkommission bis 1986 sowie als Schiedsrichterbeobachter im Nordostdeutschen Fußballverband tätig. Von seiner Aufgabe in der DFV-Schiedsrichterkommission wurde er im Zusammenhang mit den Ereignissen um den FIFA-Schiedsrichter Bernd Stumpf beim Spiel 1. FC Lokomotive Leipzig gegen den BFC Dynamo am 22. März 1986 entbunden.

## Trivia
In seinem öffentlich zugänglichen Datencenter führt der DFB Kunze lediglich mit seinem Geburtsdatum. Ähnlich unpräzise sind auch verschiedene Statistikdatenbanken, die für Kunze zwischen 13 Spielen in den verschiedenen Europapokalwettbewerben und 186 Spielen in der DDR-Oberliga bzw. jeweils einstellige Werte notieren.